# ブラザーズ・オブ・デストラクション
ザ・ブラザーズ・オブ・デストラクション（The Brothers of Destruction）は、アメリカ合衆国のプロレス団体WWEにおけるプロレスラーのタッグチームの名称。ジ・アンダーテイカーとケインの2人で構成される。J-SPORTSの日本語字幕では「破壊兄弟」と訳される。

## 概要
火事により死んだと思われていたジ・アンダーテイカーの弟というギミックで1997年にケインがWWFに登場し、2人は抗争を繰り広げた。
1998年には一旦和解し、共に行動するも、テイカーが裏切り再び両者は抗争を開始した。
2000年にテイカーが休場から復帰し、"アメリカン・バッド・アス" のキャラクターとなってからも抗争は続いたが、その後タッグを組み、当時WWFを掌握していたストーン・コールド・スティーブ・オースチン&トリプルHの「パワー・トリップ」などと争う。2001年4月にはWWF世界タッグ王者となった。
その後のWWF対WCW/ECW連合軍（アライアンス）のストーリーではタッグ戦線で活躍し、WWFとWCWのタッグ王座を同時に保持。アライアンスとの抗争ストーリーが終了した後のブランド分割では共にRAWに所属するが、2003年にはテイカーがスマックダウンへと移籍し、別れて活動するようになる。
2006年にはケインが敗者RAW追放マッチでウマガに敗れスマックダウンへ移籍。移籍後、当時テイカーとも敵対状態にあったMVPやミスター・ケネディとの抗争をきっかけに再結成する。その後もキング・ブッカー&フィンレーなどを相手に活動。以降は互いにシングルプレイヤーとして活動した。
2012年のRAW1000回記念放送で、ケインの手助けにテイカーが現れ、一夜限りの復活を果たした。

## 得意技
- ダブル・チョークスラム

大きな身体の相手に対して2人で仕掛けるチョークスラム。
- ステレオ式チョークスラム

ダブル・チョークスラムに対して、2人それぞれが同時に行う。
- スパイク・ツームストーン・パイルドライバー

1998年の結成時によく使用された．主にケインのツームストーン・パイルドライバーと同時にアンダーテイカーがコーナーポストから跳び相手を叩きつける合体技．

## 獲得タイトル
- WCWタッグ王座 : 1回
- WWFタッグ王座 : 2回